# Al-Karim (As-Salamijja)
Al-Karim (arab. الكريم) – miejscowość w Syrii, w muhafazie Hama. W 2004 roku liczyła 1239 mieszkańców.